# Tipula (Platytipula) ultima
Tipula (Platytipula) ultima is een tweevleugelige uit de familie langpootmuggen (Tipulidae). De soort komt voor in het Nearctisch gebied.